# Vronen

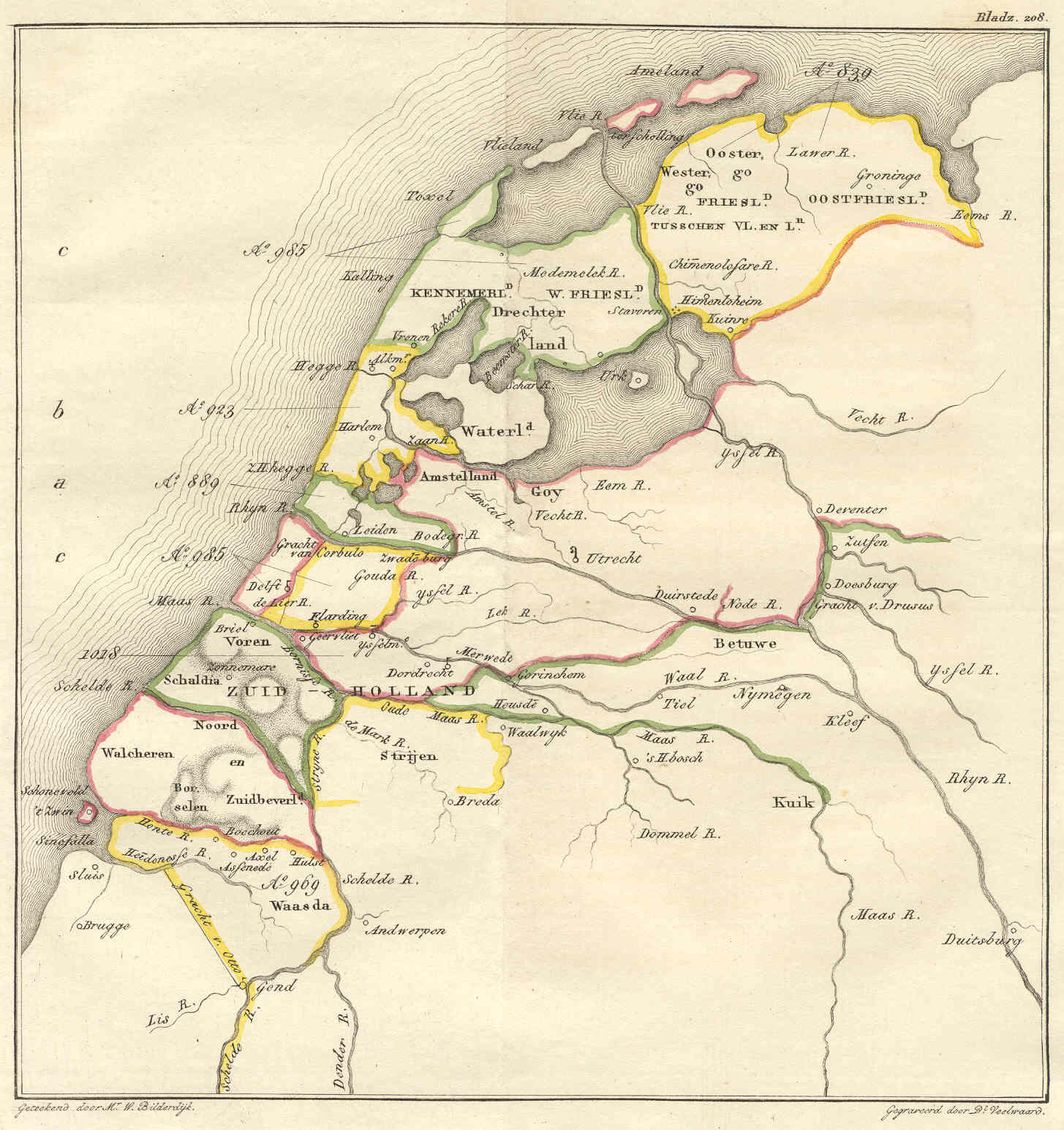
Bestuurlijke indeling van Nederland rond het jaar 1000 Volgens Willem Bilderdijk. Vronen ligt schuin boven Alkmaar.

Het vroegere dorp Vronen of Vroonen, het huidige Sint Pancras, ligt in de regio West Friesland. 
Op 27 maart 1297 was de Slag bij Vronen tussen de legers van Graafschap Holland en Graafschap Zeeland onder leiding van de jonge graaf Jan I van Holland, en de opstandige West-Friezen die de slag verloren.
Als straf voor de opstandige West-Friezen werd het dorp volledig verwoest en de inwoners verbannen naar de uiterste westgrens van West-Friesland, de Coedike.